# Velu caricae
Velu caricae är en insektsart som beskrevs av Ghauri 1964. Velu caricae ingår i släktet Velu och familjen dvärgstritar. Inga underarter finns listade i Catalogue of Life.